# Taylor Township (comté de Greene, Missouri)
Taylor Township est un ancien township du comté de Greene dans le Missouri, aux États-Unis,.